# Sivasspor
Sivasspor Kulübü – turecki klub piłkarski z siedzibą w mieście Sivas.
Został założony w 1967 roku, w sezonie 2004/2005 po raz pierwszy awansowali do rozgrywek Superligi. W sezonie 2009/2010 wywalczyli wicemistrzostwo Turcji, a w 2022 roku zdobyli Puchar Turcji.

## Europejskie puchary
Legenda do wszystkich tabel:
- Q – runda eliminacyjna, 1/16, 1/8, 1/4, 1/2 – odpowiednia faza rozgrywek, Grupa – runda grupowa, 1r gr – pierwsza runda grupowa, 2r gr – druga runda grupowa, F – finał, R – runda, PO – play-off
- k. – rzuty karne, los. – losowanie, Dogr. – dogrywka, w. – zasada bramek strzelonych na wyjeździe

| Sezon   | Rozgrywki               | Runda   | Przeciwnik        | Dom | Wyjazd | Ogólnie    |
| ------- | ----------------------- | ------- | ----------------- | --- | ------ | ---------- |
| 2008    | Puchar Intertoto        | 2R      | FK Grbalj         | 1–0 | 2–2    | 3–2        |
| 2008    | Puchar Intertoto        | 3R      | SC Braga          | 0–2 | 0–3    | 0–5        |
| 2009/10 | Liga Mistrzów           | 3Q      | RSC Anderlecht    | 3–1 | 0–5    | 3–6        |
| 2009/10 | Liga Europy             | PO      | Szachtar Donieck  | 0–3 | 0–2    | 0–5        |
| 2020/21 | Liga Europy             | Grupa I | Villarreal        | 0–1 | 3–5    | 3. miejsce |
| 2020/21 | Liga Europy             | Grupa I | Qarabağ Ağdam     | 2–0 | 3–2    | 3. miejsce |
| 2020/21 | Liga Europy             | Grupa I | Maccabi Tel Awiw  | 1–2 | 0–1    | 3. miejsce |
| 2021/22 | Liga Konferencji Europy | 2Q      | Petrocub Hîncești | 1–0 | 1–0    | 2–0        |
| 2021/22 | Liga Konferencji Europy | 3Q      | Dinamo Batumi     | 1–1 | 2–1    | 3–2, Dogr. |
| 2021/22 | Liga Konferencji Europy | PO      | FC København      | 1–2 | 0–5    | 1–7        |
| 2022/23 | Liga Europy             | PO      | Malmö FF          | 0–2 | 1–3    | 1–5        |
| 2022/23 | Liga Konferencji Europy | Grupa G | Slavia Praga      | 1–1 | 1–1    | 1. miejsce |
| 2022/23 | Liga Konferencji Europy | Grupa G | CFR Cluj          | 3–0 | 1–0    | 1. miejsce |
| 2022/23 | Liga Konferencji Europy | Grupa G | Ballkani          | 3–4 | 2–1    | 1. miejsce |
| 2022/23 | Liga Konferencji Europy | 1/8     | Fiorentina        | 1–4 | 0–1    | 1–5        |

## Skład na sezon 2022/2023
| Nr | Poz. | Piłkarz            |
| -- | ---- | ------------------ |
| 2  | OB   | Murat Paluli       |
| 3  | OB   | Uğur Çiftçi        |
| 4  | OB   | Aaron Appindangoyé |
| 5  | PO   | Isaac Cofie        |
| 6  | OB   | Dimitrios Goutas   |
| 7  | NA   | Max Gradel         |
| 8  | PO   | Robin Yalçın       |
| 9  | NA   | Mustapha Yatabaré  |
| 10 | NA   | Clinton N’Jie      |
| 14 | OB   | Samba Camara       |
| 17 | PO   | Erdoğan Yeşilyurt  |
| 18 | BR   | Emre Satılmış      |

| Nr | Poz. | Piłkarz              |
| -- | ---- | -------------------- |
| 19 | NA   | Karol Angielski      |
| 20 | OB   | Kerem Atakan Kesgin  |
| 23 | PO   | Fredrik Ulvestad     |
| 25 | BR   | Muammer Yıldırım     |
| 28 | PO   | Kader Keïta          |
| 35 | BR   | Ali Şaşal Vural      |
| 37 | PO   | Hakan Arslan         |
| 58 | OB   | Ziya Erdal (kapitan) |
| 62 | OB   | Özkan Yiğiter        |
| 88 | OB   | Caner Osmanpaşa      |
| 90 | NA   | Leke James           |
|    | OB   | Robin Yalçın         |